# Rhodense (territorio)
Il Rhodense è il territorio della città metropolitana di Milano che comprende la città di Rho e altri 11 comuni che gravitano intorno a questo centro.
Il territorio ha una popolazione di quasi 250 000 abitanti e una superficie di 109,3 km². La densità di popolazione arriva a circa 2 300 abitanti per km quadrato e i comuni più popolosi sono Rho, Garbagnate Milanese e Bollate. È parte integrante della zona omogenea Nord Ovest della città metropolitana, insieme ad altri comuni.

## Comuni
Arese 

Baranzate 

Bollate 

Cornaredo 

Garbagnate Milanese 

Lainate 

Pero 

Pogliano Milanese 

Pregnana Milanese 

Rho 

Settimo Milanese 

Vanzago